# Viaduc ferroviaire de Limoges
Le viaduc ferroviaire de Limoges est un pont français situé dans le département de la Haute-Vienne en région Nouvelle-Aquitaine. Il supporte la ligne des Aubrais - Orléans à Montauban-Ville-Bourbon.